# Belidae
Belidae je čeleď brouků nazývaných belidy nebo primitivní nosatci protože mají přímá tykadla, na rozdíl od "pravých nosatců" kteří mají tykadla zahnutá (klikovitá). Dalším poznávacím znakem je protáhlé tělo cylindrického tvaru. Belidae se dnes objevují pouze v oblasti Austrálie a Jižní Ameriky. Hojněji rozšířeni byli v období od pozdní Jury do rané Křídy, asi před 161-100 miliony let, kdy se vyskytovali ve střední Asii, Španělsku a Brazílii, v těchto lokalitách jsou dnes nacházeny fosilie těchto brouků.

## Vybrané druhy
- Archaeorrhynchus (fosilie)
- Belonotaris (fosilie)
- Belus
- Davidibelus (fosilie)
- Eobelus (fosilie)
- Longidorsum (fosilie)
- Microprobelus (fosilie)
- Montsecbelus (fosilie)
- Pachyura
- Probelopsis (fosilie)
- Probelus (fosilie)
- Rhinotia

## Fotogalerie

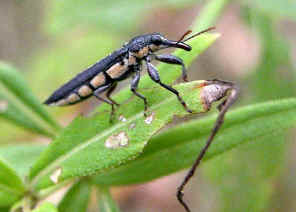
Rhinotia brunnea
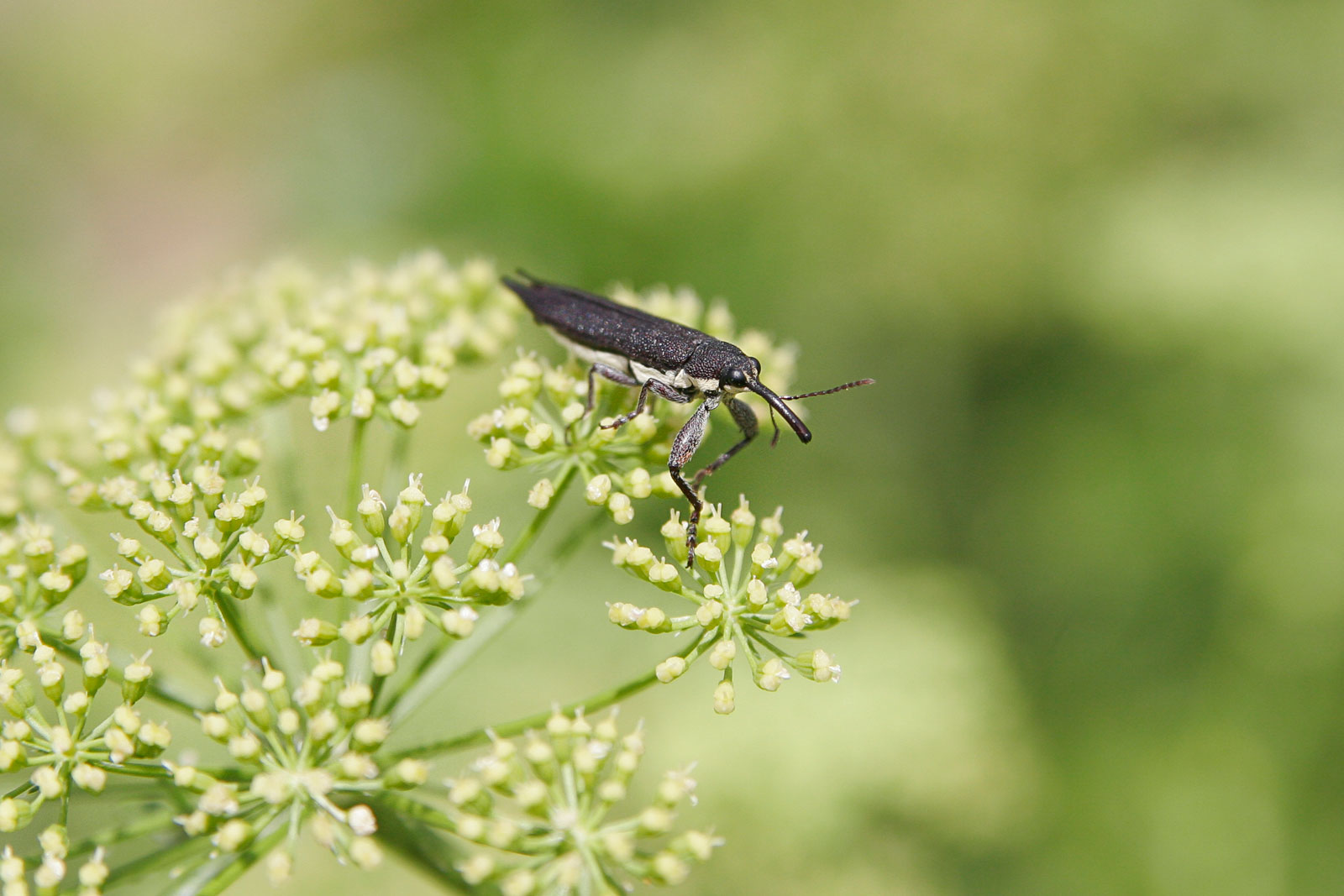
Neurčený druh brouka z čeledi Belidae
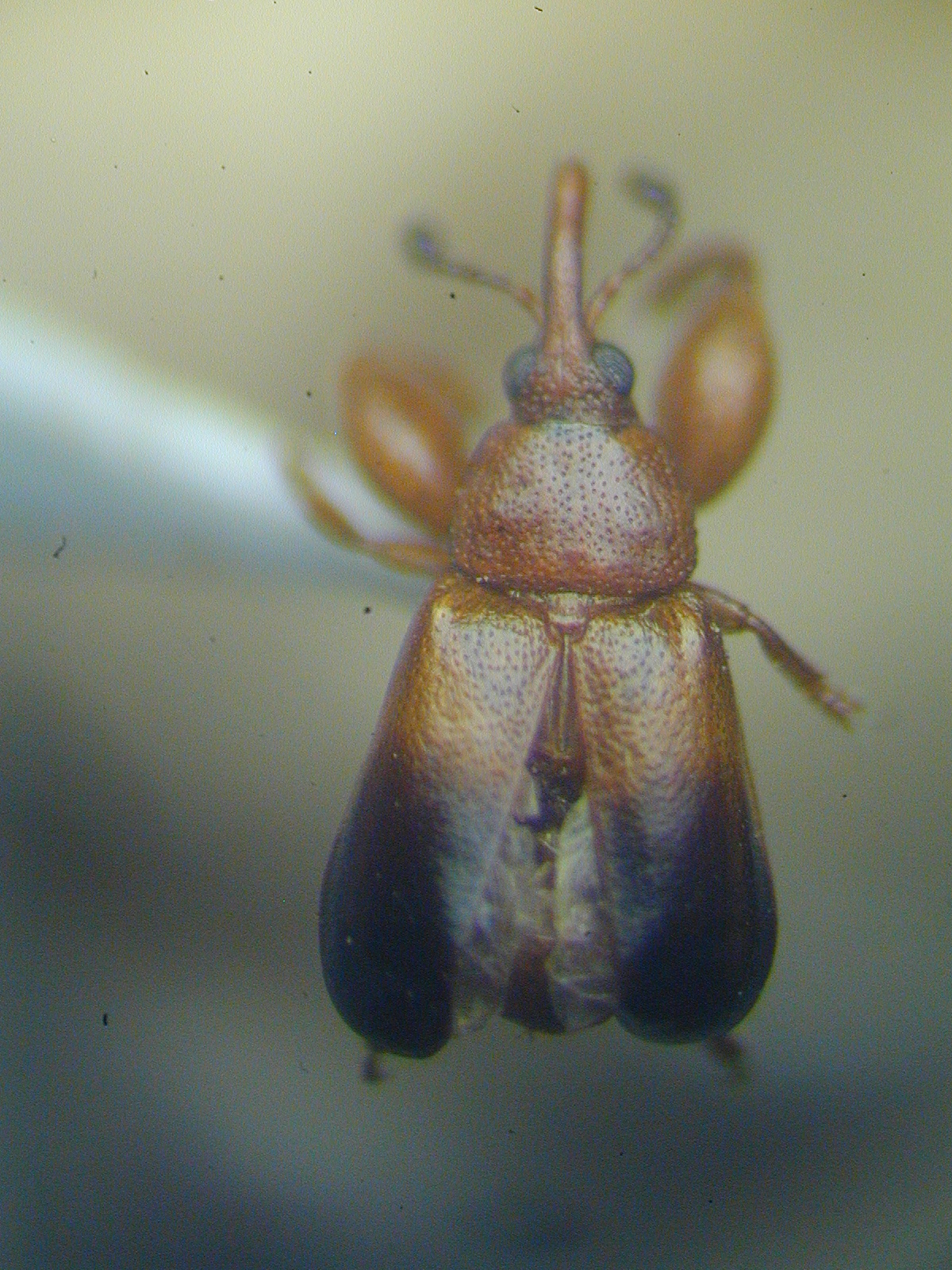
Samec brouka Rhopalotria dimidiata
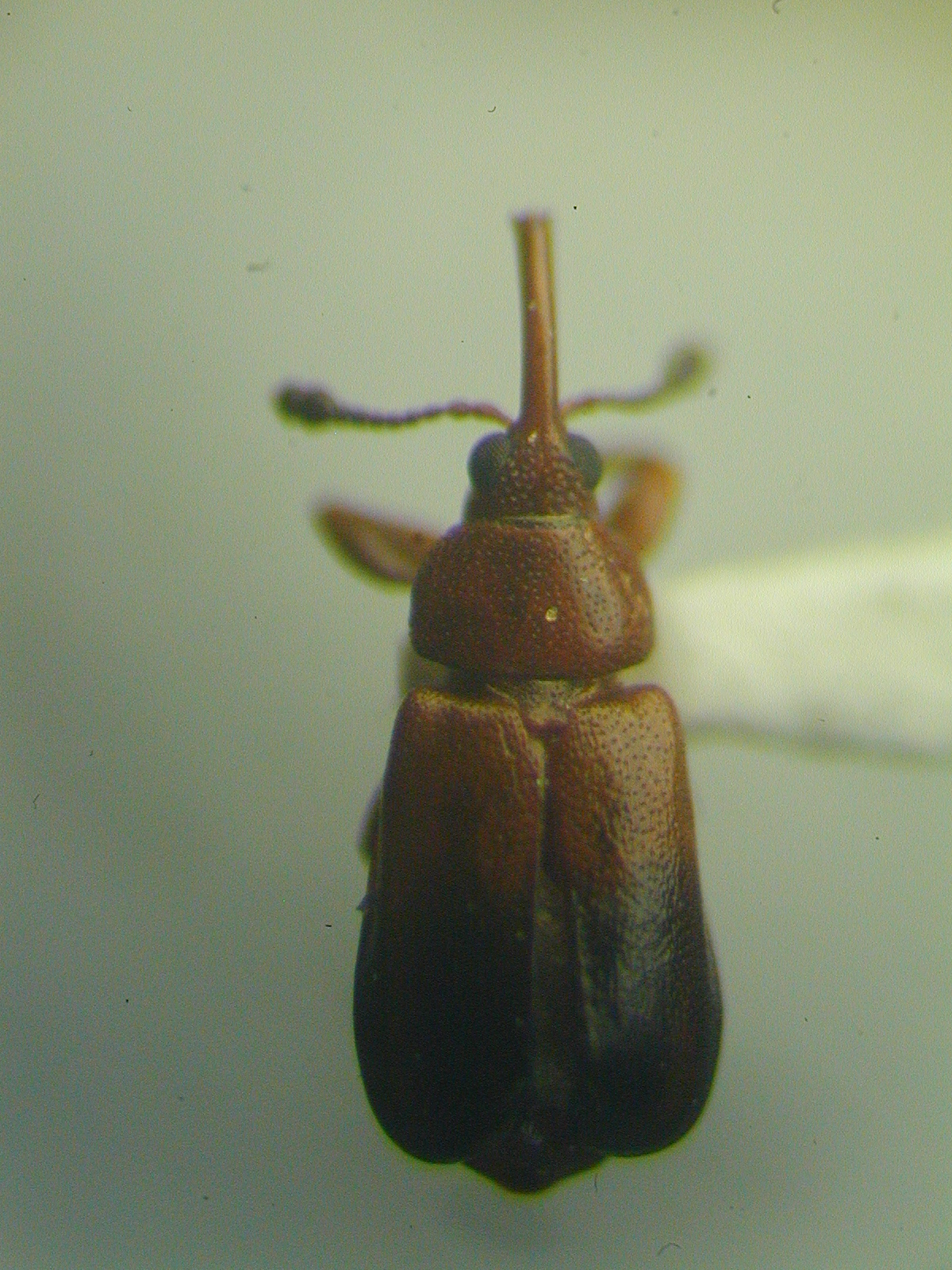
Samice brouka Rhopalotria dimidiata